# Tímár Istvánné
Tímár Istvánné Blau Mária (Szolnok, 1951. november 18. –) magyar raktárvezető, politikus, országgyűlési képviselő.

## Életpályája

### Iskolái
Az általános iskolát Szerencsen végezte. 1966–1968 között a miskolci Egészségügyi Szakközépiskola tanulója volt. 1978-ban érettségizett az érdi Vörösmarty Mihály Gimnáziumban. 1982–1984 között felsőfokú raktárgazdálkodói szaktanfolyamot végzett.

### Pályafutása
1968 óta dolgozik. 1968–1970 között Szerencsen felszolgálóként dolgozott a Borsodi Vendéglátó-ipari Vállalatnál. 1970-től Érden lakik. 1971-ben Érden óvodai dada volt. 1972–1976 között az Érdi Vas- és Fémipari Szövetkezet raktárvezetője volt. 1976–1994 között a budapesti Trakis Szövetkezet raktárvezetőjeként tevékenykedett. 1998–2002 között az ING biztosító társaság képviselője volt, mint befektetési tanácsadó.

### Politikai pályafutása
1972-ben munkahelyén KISZ-titkárrá választották. 1972–1989 között az MSZMP tagja volt. 1977–1989 között szervezőtitkári funkciót töltött be az MSZMP-ben. 1989-től az MSZP tagja. 1992-től tagja az Országos Nőszövetségnek. 1992–1998 között az MSZP XXII. kerületi szervezetének elnöke volt. 1994–1998 között országgyűlési képviselő (Budapest) volt. 1995–1998 között a Foglalkoztatási és munkaügyi bizottság tagja volt. 1998-ban, 2000-ben és 2006-ban országgyűlési képviselőjelölt volt. 2000-től az MSZP érdi szervezetének elnöke. 2002-től érdi önkormányzati képviselő; az ügyrendi, jogi és közbiztonsági bizottság elnöke volt. 2002–2006 között a Pest Megyei Közgyűlés tagja volt.

## Családja
Nevelőapja, Horváth János (1914–1986) volt. Édesanyja Nagy Mária (1932–?) volt. 1969-ben házasságot kötött Tímár Istvánnal.